# Museo Nacional de Arte Antiguo
El Museu Nacional de Arte Antiga (MNAA) (en español: Museo Nacional de Arte Antiguo) está localizado en Lisboa, capital de Portugal. Alberga unas 2200 pinturas y extensas colecciones de dibujo y grabado, escultura y artes decorativas, tanto nacionales como extranjeras. Sobresalen dos pinturas capitales de El Bosco y Durero junto a otras de maestros europeos entre los siglos XV y XIX como Memling, Piero della Francesca, Carpaccio, Rafael, Cranach y Joshua Reynolds. Cuenta también con una escultura de Rodin, más de 5.000 dibujos (Perugino, Poussin, Géricault), valiosas piezas de orfebrería rococó y testimonios del pasado colonial de Portugal. 
Se encuentra instalado en un palacio del siglo XVII construido para los condes de Alvor. Este edificio también se conoce como Palacio de Alvor-Pombal. En 1770, el marqués de Pombal lo compró fijando la residencia familiar durante más de un siglo. 
El museo fue inaugurado en 1884. También es conocido como el Museu das Janelas Verdes (Museo de las ventanas verdes), por el color de las ventanas. En 1940 fue construido un anexo que incluye la actual fachada principal. Este anexo ocupa el lugar en el que se situaba el convento carmelita de Santo Alberto, que fue destruido por el terremoto de 1755. La única parte que se mantuvo en pie fue la capilla, actualmente integrada en el conjunto. La última reforma importante acometida en el museo data de 1992-94: mejoró el gabinete de conservación de dibujos y grabados, así como los espacios de atención al público, y modernizó el sistema de aire acondicionado. 
En 2013 el museo recibió algo más de 124.000 visitas, siendo el segundo museo del país en afluencia de público.

## Colecciones del museo

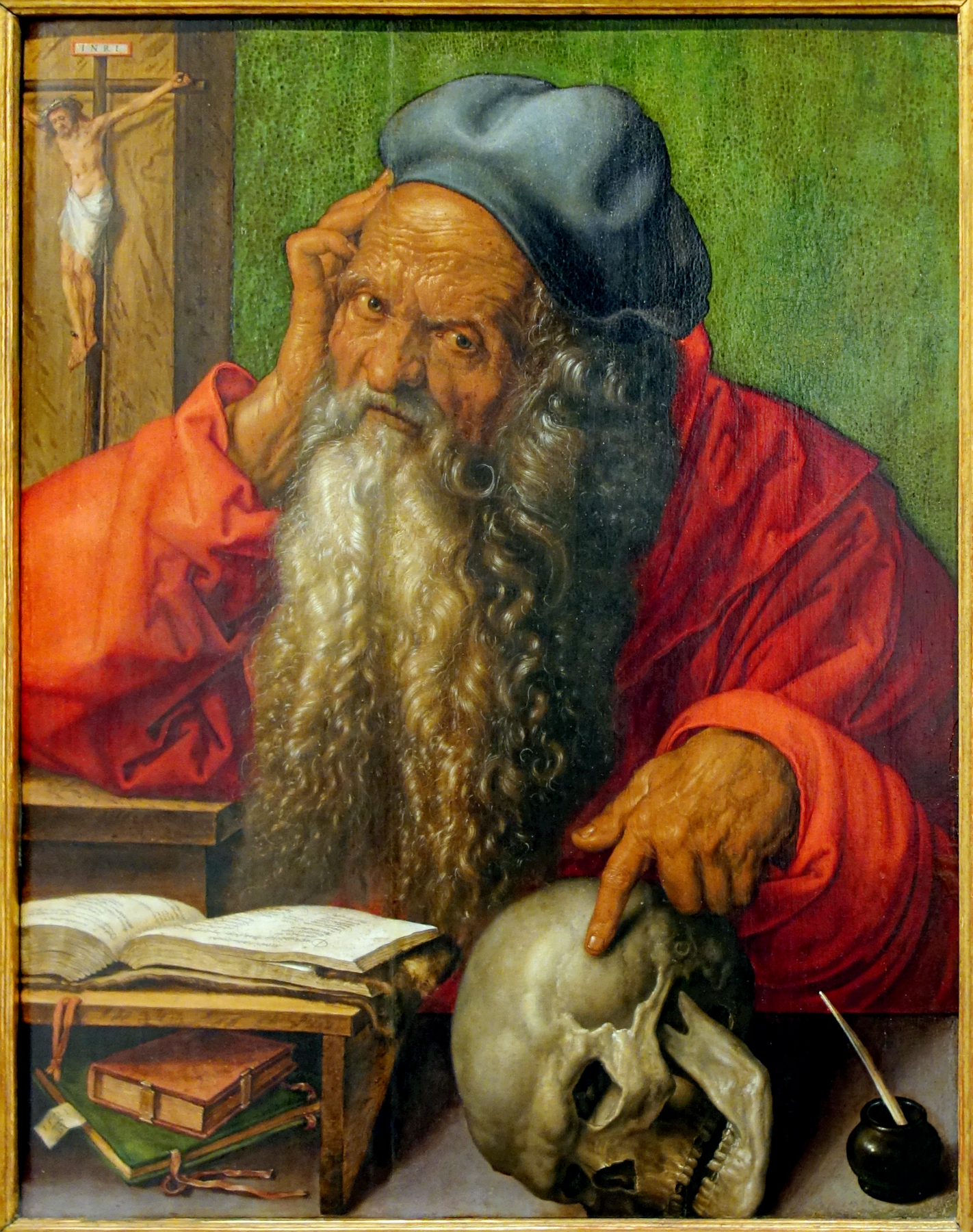
San Jerónimo, pintura de Durero.

El museo alberga pintura, dibujos y grabados así como esculturas desde la Edad Media hasta el siglo XIX, con algunos ejemplos anteriores. Con todo ello, y sumando artes decorativas (muebles, orfebrería, cerámica y vidrio...) ilustra la historia de Portugal y su pasado colonial y mercantil, al igual que la evolución de los principales estilos europeos.

### Pintura
El MNAA contiene la mayor colección de pinturas de Portugal: casi 2200 obras, con una amplia presencia del arte nacional (mal conocido fuera del país) así como ejemplos sobresalientes de viejos maestros europeos. En este segundo campo le supera el Museo Calouste Gulbenkian, si bien cuenta con joyas ilustres como el tríptico de Las tentaciones de san Antonio, obra capital de El Bosco; el famoso San Jerónimo de Durero, El milagro de san Eusebio de Cremona de Rafael Sanzio (que en origen fue la predela de la Crucifixión Mond de la National Gallery de Londres), Sagrada Familia con dos donantes de Vittore Carpaccio y un San Agustín de Piero della Francesca. 
Su repertorio de pintura española es relevante; incluye la tabla Santa Ana y la Virgen de Ramón Destorrents, un San Damián de Bartolomé Bermejo y Martín Bernat, La muerte de san Francisco (obra capital de Bartolomé Carducho), dos bodegones firmados de Antonio de Pereda, El desposorio místico de santa Catalina de Murillo y una serie de lienzos (Apostolado) del taller de Zurbarán. Del extremeño Luis de Morales posee importantes ejemplos: un Ecce Homo de cuerpo entero a tamaño natural, y los dos únicos dibujos que se atribuyen al artista en todo el mundo (Lamentación ante Cristo muerto y Noli me tangere).
También posee ejemplos de Hans Memling (La Virgen con el Niño), Cranach (Salomé), Hans Holbein el Viejo, Anton van Dyck (Retrato del grabador Lucas Vorsterman), Jacob Jordaens (Vertumno y Pomona, según diseño de Rubens), Paulus Moreelse (La decapitación de san Juan Bautista), Pieter de Hooch (Conversación en un interior), Nicolas de Largillière, Giambattista Tiepolo (Descendimiento de Cristo a la tumba), Thomas Lawrence, Joshua Reynolds...
Como corresponde a un museo nacional, alberga un generoso repertorio de artistas nacionales. Destacan las obras religiosas de artistas poco conocidos en el extranjero; seguramente las más estimadas y conocidas son las seis tablas del Retablo de san Vicente de Nuno Gonçalves. La mayoría de las piezas provienen de conventos y monasterios después de la supresión de las órdenes religiosas que tuvo lugar en 1834. Posee también muchas piezas de escultura, plata, porcelana y artes aplicadas, incluyendo la Custódia de Belém y la Custódia da Bemposta, lo que da una visión general sobre el arte portugués desde la Edad Media hasta el siglo XIX.

### Dibujos y grabados
Este fondo cuenta con más de 5.800 dibujos y 14.500 grabados. En su mayor parte son obras de autores portugueses, aunque también hay un atractivo repertorio italiano, que va del siglo XV al XVIII: Perugino, Correggio, Pontormo, Giorgio Vasari, Francesco Guardi... El resto de escuelas europeas cuenta con un repertorio más desigual, si bien incluye dibujos de Poussin, Géricault, Hendrick Goltzius y Jan van Goyen.

### Escultura
El repertorio de escultura cuenta con unas 2.500 piezas; en lo tocante a Portugal abarca desde el siglo XIII hasta el XIX. El resto de Europa cuenta con menor presencia; hay relieves en terracota esmaltada del taller de Della Robbia junto a imágenes medievales en alabastro, tallas en madera flamencas y alemanas, y ejemplos aislados del antiguo Egipto y Roma. Una de las obras más modernas es de Rodin: una Danaide donada por Calouste Gulbenkian.

### Artes decorativas
Las artes mal llamadas «menores» tienen un destacado interés en el MNAA, especialmente las piezas de origen y/o influencia oriental, reflejo del pasado colonial portugués, de igual modo que destaca la orfebrería en plata. Esta última faceta del museo tiene como principal joya la llamada Vajilla Germain: un llamativo conjunto de platería parisina, encargado por el rey José I de Portugal y realizado entre 1756 y 1765. Como recalca el museo, estas piezas son raras actualmente ya que lo habitual en tiempos pasados era fundir los objetos de plata cuando se pasaban de moda (o por necesidades económicas).
Como curiosidad, el museo alberga también numerosas joyas femeninas, que las novicias regalaban a los conventos al ingresar. Se reunieron en el museo tras la extinción de los conventos en 1834. Hay piezas desde el siglo XV hasta el XIX.
El arte del mueble cuenta en este museo con un repertorio variado; incluye piezas portuguesas y europeas, biombos de tipo Namban y una sala completa, de estilo rococó, procedente de Viena y que fue donada en 1969 por el magnate Antenor Patiño.
También pueden verse piezas de arte oriental y europeo, como cerámicas, textiles... La Era de los Descubrimientos está siempre presente, mostrando los vínculos de Portugal con Brasil, África, India, China y Japón.
Interesante también es el fondo de objetos de vidrio, con ejemplos venecianos, de Bohemia y de La Granja de San Ildefonso junto a piezas nacionales.

## Exposiciones históricas

### La Colección Gustav Rau

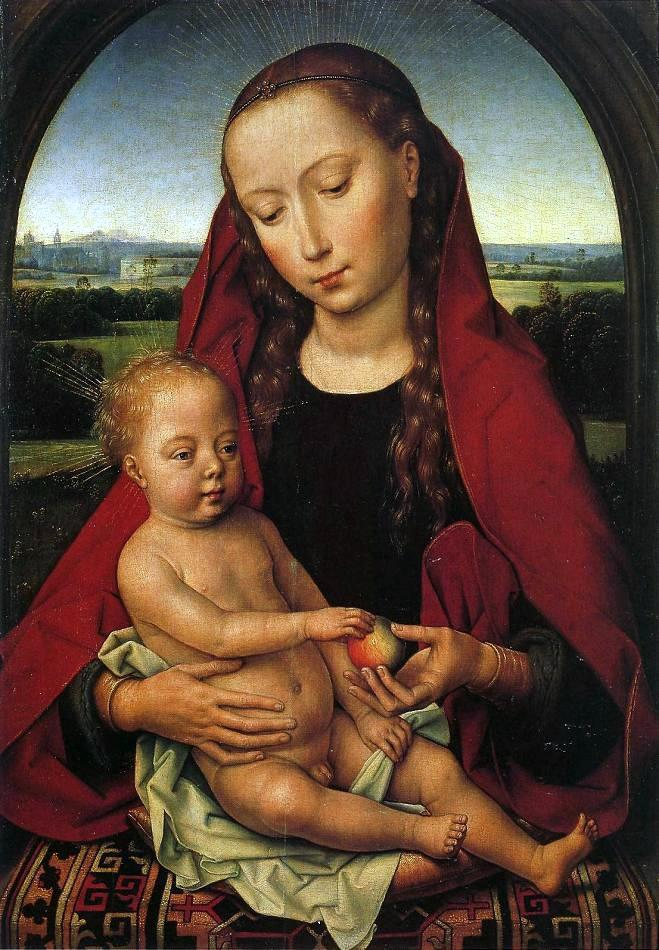
La Virgen con el Niño, pintura de Hans Memling perteneciente al museo.

El 18 de mayo de 2006 tuvo lugar la inauguración de la exposición de la colección del doctor Gustav Rau, titulada «De Fra Angelico a Bonnard». Esta exposición se convirtió en la mayor que ha recibido la ciudad de Lisboa, colocando a Portugal en la ruta de las grandes exposiciones de arte. La colección reúne ejemplos de Fra Angelico, Guido Reni, Renoir, Degas, Jean-Honoré Fragonard, Hubert Robert, Alexej von Jawlensky, Camille Corot, Édouard Manet, Paul Cézanne, El Greco, Bernardino Luini, Paul Signac, Odilon Redon, Raoul Dufy, Canaletto, Frans Pourbus el joven, Max Liebermann, Camille Pissarro, Toulouse-Lautrec, Gerard Dou, Jan van Goyen, Claude Monet, François Boucher, Joshua Reynolds, Pierre Bonnard así como Thomas Gainsborough. La exposición fue uno de los primeros pasos para la internacionalización del arte de Portugal.

### Primitivos portugueses
Entre finales de 2010 y abril de 2011 el MNAA dedicó una gran exposición a los Primitivos portugueses. Supuso una gran proyección internacional del arte portugués: una parte de ella se expuso en el Museo Nacional de Escultura de Valladolid, de junio a octubre de 2011. 
La exposición Primitivos portugueses, 1450-1550. O século de Nuno Gonçalves, tuvo su prolongación en el Museu de Évora. Ese rótulo imitaba el título de un libro de Figueiredo, de 1910, recordando a Nuno Gonçalves, el pintor ibérico más importante del siglo XV a juicio del experto Sánchez Cantón. Se hizo en el marco de las Conmemoraciones del Centenario de la República portuguesa (1911). Tuvo un enorme éxito, con algunas piezas traídas, además, de Francia, Italia o Polonia, si bien la mayoría de esa pintura se halla en Portugal y en el MNAA.

### Colaboración con el Museo del Prado
En septiembre de 2013, el MNAA y el Museo del Prado de Madrid firmaron un acuerdo de colaboración, válido para varios años, que incluye el intercambio de exposiciones. El primer fruto de este acuerdo fue el paso por Lisboa de una muestra itinerante del Prado, El paisaje nórdico, con unas 57 obras de la época de Rubens. Por su parte, el museo lisboeta prestó al Prado el famoso tríptico de El Bosco, con motivo de la antológica dedicada al artista en 2016. Coincidiendo con dicho préstamo, el Prado envió a Lisboa el magistral Autorretrato de Durero.